# المراقب المجهول
المراقب المجهول (بالإنجليزية: The Watcher) هو مسلسل قصير غموض إثارة أمريكي من إنشاء رايان مورفي وإيان برينان لصالح منصة نتفليكس ومن بطولة نعومي واتس وبوبي كانفال وصدر في 13 أكتوبر 2022.